# ハクサンチドリ属
ハクサンチドリ属（ハクサンチドリぞく、学名：Dactylorhiza、和名漢字表記：白山千鳥属）は、ラン科に属する属 。

## 特徴
地生の多年草。根は球状または掌状に肥厚し、ときにやや肥厚するだけのものがある。茎は直立し、少数の葉をつけ、葉は線形から披針形となる。花は小型で多数、密に総状花序につける。苞は葉状になり目立つ種が多い。各萼片は離生して開出し、背萼片と側花弁でかぶと状になる種もある。唇弁は全縁または先端が3裂する。距がある。

## 分布
北半球の温帯から亜寒帯に分布し、世界に約50種知られる。

## 種

### 日本に分布する種
- ハクサンチドリ Dactylorhiza aristata (Fisch. ex Lindl.) Soó[4] - 茎の高さは10-40cm。花は紅紫色で、萼片は卵状披針形。距の長さは10-15mmになる。日本の本州中部地方以北・北海道、千島列島、サハリン、朝鮮半島、中国大陸東部、カムチャツカ半島、アリューシャン列島、アラスカに分布する[2]。
- アオチドリ Dactylorhiza viridis (L.) R.M.Bateman, A.M.Pridgeton & M.W.Chase[5] - 茎の高さは20-50cm。花は淡緑色から紫褐色で、萼片は狭卵形。距の長さは約3mmになる。日本の四国・本州中部地方以北・北海道、千島列島、アラスカ、サハリン、朝鮮半島、中国大陸、ロシア、ヒマラヤ、ヨーロッパに広く分布する[2]。

### その他の主な種
学名および主な分布地
- Dactylorhiza alpestris (Pugsley) Aver. - ヨーロッパ
- Dactylorhiza atlantica Kreutz & Vlaciha - モロッコ
- Dactylorhiza baldshuanica Chernyak. - 中央アジア
- Dactylorhiza baumanniana J.Hölzinger & Künkele - ギリシャ、ブルガリア
- Dactylorhiza cordigera (Fr.) Soó - ヨーロッパ東部・南東部
- Dactylorhiza cyrnea W.Foelsche & Cord-Landwehr - コルシカ島
- Dactylorhiza czerniakowskae Aver. - 中央アジア
- Dactylorhiza durandii (Boiss. & Reut.) M.Laínz - モロッコ、アルジェリア
- Dactylorhiza elata (Poir.) Soó - ヨーロッパ南西部、アフリカ北西部
- Dactylorhiza euxina (Nevski) Czerep. - アジア西部
- Dactylorhiza foliosa (Rchb.f.) Soó - マデイラ諸島
- Dactylorhiza fuchsia (Druce) Soó - ヨーロッパ、アジア
- Dactylorhiza graggeriana (Soó) Soó - ヒマラヤ西部
- Dactylorhiza hatagirea (D.Don) Soó - 中国大陸、チベット
- Dactylorhiza iberica (M.Bieb. ex Willd.) Soó - アジア西部、ギリシャ
- Dactylorhiza incarnate (L.) Soó - ヨーロッパ、アジア
- Dactylorhiza insularis (Sommier) Ó.Sánchez & Herrero - ヨーロッパ南西部、モロッコ
- Dactylorhiza isculana Seiser - オーストリア
- Dactylorhiza kafiriana Renz - アフガニスタン、パキスタン
- Dactylorhiza kalopissii E.Nelson - ギリシャ、ブルガリア
- Dactylorhiza kulikalonica Chernyak. - 中央アジア
- Dactylorhiza lapponica (Laest. ex Hartm.) Soó - ヨーロッパ
- Dactylorhiza maculate (L.) Soó - ヨーロッパ、アジア北部、アフリカ北西部
- Dactylorhiza magna(Czerniak.) Ikonn. - 中央アジア
- Dactylorhiza majalis (Rchb.) P.F.Hunt & Summerh. - ヨーロッパ、アジア北部
- Dactylorhiza nieschalkiorum H.Baumann & Künkele - トルコ
- Dactylorhiza osmanica (Klinge) Soó - アジア西部
- Dactylorhiza praetermissa (Druce) Soó - ヨーロッパ北部・西部
- Dactylorhiza purpurella (T.Stephenson & T.A.Stephenson) Soó - デンマーク、イギリス、アイルランド
- Dactylorhiza romana (Sebast.) Soó - 地中海沿岸、イラン
- Dactylorhiza russowii (Klinge) Holub - ヨーロッパ北部、アジア北部
- Dactylorhiza saccifera (Brongn.) Soó - 地中海沿岸
- Dactylorhiza salina (Turcz. ex Lindl.) Soó - 中央アジア
- Dactylorhiza sambucina (L.) Soó - ヨーロッパ
- Dactylorhiza sudetica (Poech ex Rchb.f.) Aver. - ヨーロッパ、アジア北部
- Dactylorhiza traunsteineri (Saut. ex Rchb.) Soó - ヨーロッパ、アジア北部
- Dactylorhiza umbrosa (Kar. & Kir.) Nevski - 中央アジア
- Dactylorhiza urvilleana (Steud.) H.Baumann & Künkele - アジア西部

## ギャラリー
- Dactylorhiza elata
- Dactylorhiza fuchsii
- Dactylorhiza majalis
- Dactylorhiza praetermissa
- Dactylorhiza viridis
アオチドリ

## 分類
かつて、ハクサンチドリ属とされたOrchis L.〔オルキス属〕に含まれていた次の種 は、それぞれの属に分類された。
- カモメラン属 Galearis Raf.
  - カモメラン Galearis cyclochila (Franch. et Sav.) Soó - 〔Orchis cyclochila 〕
  - オノエラン Galearis fauriei (Finet) P.F.Hunt - 〔Orchis fauriei 〕
- ウチョウラン属 Ponerorchis Rchb.f.
  - ニョホウチドリ Ponerorchis joo-iokiana (Makino) Nakai - 〔Orchis joo-iokiana 〕
  - ウチョウラン Ponerorchis graminifolia Rchb.f. - 〔Orchis graminifolia 〕
  - ヒナチドリ Ponerorchis chidori (Makino) Ohwi - 〔Orchis chidori 〕